# Андреас Константіну (1956)
Андреас Константіну (грец. Ανδρέας Κωνσταντίνου, нар. 24 лютого 1956) — кіпрський футболіст, що грав на позиції воротаря.
Виступав, зокрема, за клуб АЕЛ, а також національну збірну Кіпру.

## Клубна кар'єра
У дорослому футболі дебютував 1973 року виступами за команду АЕЛ, кольори якої і захищав протягом усієї своєї кар'єри гравця, що тривала тринадцять років. 

## Виступи за збірну
У 1973 році дебютував в офіційних матчах у складі національної збірної Кіпру.
Загалом протягом кар'єри в національній команді, яка тривала 13 років, провів у її формі 27 матчів.